# Associazione Calcio Torrese 1945
Questa voce raccoglie le informazioni riguardanti la Torrese nelle competizioni ufficiali della stagione 1945.

## Stagione

### Piazzamento
Campionato campano 1945: 9°

## Divise
| Manica sinistra · Maglietta · Manica destra · Pantaloncini · Calzettoni |

## Organigramma societario
Area direttiva
- Presidente:  Raffaele Ruggiero
- Vice presidente: Nicola Mosca
- Segretario: Vincenzo Montuori
- Cassiere: Raffaele Sica
- Economista: Sergio Alfani

Area tecnica
- Allenatore: ?

## Rosa
| N. |                   | Ruolo | Calciatore         |
| -- | ----------------- | ----- | ------------------ |
|    | Italia (bandiera) | P     | Isola              |
|    | Italia (bandiera) | P     | Tavassi            |
|    | Italia (bandiera) | D     | Bonzi              |
|    | Italia (bandiera) | C     | Giacomo Busiello   |
|    | Italia (bandiera) | C     | Ercole Castaldo    |
|    | Italia (bandiera) | C     | Izzo               |
|    | Italia (bandiera) | C     | Giulio Negri       |
|    | Italia (bandiera) | A     | Giovanni Capaldo   |
|    | Italia (bandiera) | A     | Vittorio Di Stasio |
|    | Italia (bandiera) |       | Balsamo            |

| N. |                   | Ruolo | Calciatore         |
| -- | ----------------- | ----- | ------------------ |
|    | Italia (bandiera) |       | Giuseppe Basile    |
|    | Italia (bandiera) |       | Salvatore Capitale |
|    | Italia (bandiera) |       | Giuseppe Erba      |
|    | Italia (bandiera) |       | Paris La Rocca     |
|    | Italia (bandiera) |       | Antonio Monsurrò   |
|    | Italia (bandiera) |       | Vincenzo Oropallo  |
|    | Italia (bandiera) |       | Pettorusso         |
|    | Italia (bandiera) |       | Teodori            |
|    | Italia (bandiera) |       | Toffoli            |
|    | Italia (bandiera) |       | Luigi Vetrò        |

## Calciomercato
| Acquisti | Acquisti | Acquisti | Acquisti   |
| R.       | Nome     | da       | Modalità   |
| -------- | -------- | -------- | ---------- |
|          |          |          | definitivo |

| Cessioni | Cessioni | Cessioni | Cessioni   |
| R.       | Nome     | a        | Modalità   |
| -------- | -------- | -------- | ---------- |
|          |          |          | definitivo |

## Risultati

### Campionato Campano

#### Girone di andata
| Frattamaggiore 7 febbraio 1945 1ª giornata | Frattese | 0 – 0 Posticipo del 28 gennaio | Torrese | \| Arbitro: \| Montuori \| |
| Arbitro:                                   | Montuori |                                |         |                            |

| Arbitro: | Gamba (Napoli) |

|                         |           |                             |
| Capaldo 46’, 77’ (rig.) | Marcatori | 32’ Giraud III 33’ Nocerino |

| Arbitro: | Stampacchia |

|                                                  |           |  |
| Carubbi 14’ Dolfi 65’ Borsari 72’ Del Medico 80’ | Marcatori |  |

| Arbitro: | Picardi |

|             |           |            |
| Toffoli 11’ | Marcatori | 61’ Sudati |

| Arbitro: | Di Nanni |

|                      |           |  |
| Pretto 33’ Gerbi 83’ | Marcatori |  |

| Arbitro: | Paudice |

|                            |           |  |
| Staffieri 38’ Malfatti 62’ | Marcatori |  |

| Arbitro: | Picardi |

|                          |           |  |
| Castaldo 71’ Toffoli 88’ | Marcatori |  |

| Arbitro: | Gamba (Napoli) |

|  |           |            |
|  | Marcatori | 58’ Valese |

| Arbitro: | Di Nanni |

|              |           |  |
| Bramante 75’ | Marcatori |  |

#### Girone di ritorno
| Arbitro: | Cinelli |

|         |           |              |
| Erba 4’ | Marcatori | 57’ Nicolosi |

| Arbitro: | Tagliè |

|                                             |           |                                              |
| Romagnoli 4’, 18’, 38’, 55’, 69’ Sacchi 77’ | Marcatori | 21’ Castaldo 51’ Capaldo 90’ (aut.) Nocerino |

| Arbitro: | Nappi |

|  |           |                             |
|  | Marcatori | 43’, 90’ Rossetti 75’ Menti |

| Arbitro: | Colamino |

|                                           |           |  |
| De Vita 60’, 69’ Bacin 64’ Vignapiana 84’ | Marcatori |  |

| Arbitro: | Mosca |

|  |           |                                   |
|  | Marcatori | 9’, 29’ Galassi 57’ (rig.) Pretto |

| Torre Annunziata 10 maggio 1945 15ª giornata | Torrese | 0 – 2 A tavolino | Internaples | Campo Formisano |

| Arbitro: | Mondelli |

|                            |           |                   |
| Bazan 41’ (rig.) Cucco 45’ | Marcatori | 33’, 88’ Castaldo |

| Arbitro: | Mosca |

|                                                                 |           |  |
| Margiotta 25’, 33’, 88’ Gambino 40’, 80’ Valese 42’ Onorato 86’ | Marcatori |  |

| Arbitro: | Colamarino |

|                                                       |           |                            |
| Teodori 8’ Capaldo 30’ (rig.) Vetrò 55’ Di Stasio 56’ | Marcatori | 15’ Petruzzi 35’ Maccarino |